# Cross Purposes
Cross Purposes – studyjny album brytyjskiej grupy Black Sabbath wydany 31 stycznia 1994. Wokalistą znów został Tony Martin, skład opuścił też Vinny Appice, którego zastąpił znany między innymi z Rainbow Bobby Rondinelli.

## Utwory
1. "I Witness" – 4:56
2. "Cross of Thorns" – 4:32
3. "Psychophobia" – 3:15
4. "Virtual Death" – 5:49
5. "Immaculate Deception" – 4:15
6. "Dying for Love" – 5:53
7. "Back to Eden" – 3:57
8. "The Hand That Rocks the Cradle" – 4:30
9. "Cardinal Sin" – 4:21
10. "Evil Eye" – (Geezer Butler, Tony Iommi, Tony Martin, Edward Van Halen) 5:58
11. "What's the Use?" - (bonusowy utwór z japońskiego wydania albumu) 3:03

## Twórcy
- Tony Martin – wokal
- Tony Iommi – gitara
- Geezer Butler – gitara basowa
- Bobby Rondinelli – perkusja
- Geoff Nicholls – instrumenty klawiszowe